# Kosco Peak
Kosco Peak är en bergstopp i Antarktis. Den ligger i Västantarktis. Chile gör anspråk på området. Toppen på Kosco Peak är 1 650 meter över havet.
Terrängen runt Kosco Peak är huvudsakligen kuperad, men norrut är den platt. Trakten är obefolkad. Det finns inga samhällen i närheten. 